# Амадеа Палеологина
Амадеа Палеологина ( 3. август 1429 — Никозија, 13. септембар 1440. године) је била племкиња пореклом из династије Палеолога и краљица Кипра, Јерусалима и Јерменије.

## Биографија
Била је ћерка Јована-Јакова Палеолога, маркиза од Монферата и Јоване Савојске, ћерке Амадеа VII, грофа од Савоје.
Удала се 1440. године, за краља Јована II Кипарског, сина краља Јована I Кипарског и његове друге жене, краљице Шарлоте од Бурбона. Овај брак је резултат интересовања Палеолога за ситуацију у источном Медитерану.
Брак је склопљен по пуномоћју 1437. године, док је Амадеа отишла на Кипар јуна 1440. године. Након што је Јован ступио на престо 1432. године, након смрти свог оца, Амадеа је удајом постала краљевска супруга Кипра, Јерусалима и Јерменије. Церемонија крунисања обављена је у цркви Свете Софије у Никозији 3. јула 1440. године.
Међутим, Амадеа је ову титулу носила релативно кратко, пошто је изненада умрла, само два месеца након венчања. Њено тело је сахрањено поред тела Јованове мајке, које се налазило у манастиру Агиос Доминикос.
Смрћу Амадее, хуманиста Гинифорте Барзика послао је писмо у виду стихова маркизу Јовану-Јакову, писмо које неки данас сматрају доказом оснивања хуманистичке школе у Казалеу.
Краљ, који је требао да има наследника на престолу, оженио се, непуне две године касније, Јеленом, која је потицала из Византијске гране Палеолога. Престолонаследник је, међутим, дошао из љубавне везе са Маријетом од Патраса, мајком Јакова II Кипарског, који је првобитно био познат као Нотос.

## Породица
Удата 1437/40. године, за Јована II од Поатјеа, краља Кипра. Нису имали потомства.